# BNegão
Bernardo Ferreira Gomes dos Santos (Rio de Janeiro, 26 de outubro de 1973), mais conhecido pelo seu nome artístico BNegão, é um rapper brasileiro, vocalista da banda Planet Hemp.

## Carreira
Iniciou sua atividade musical ainda no colégio onde estudou, criando a banda Perfeição Nenhuma Small Band e Engenharia de Som Ltda., cujo som misturava influências punk e eletrônica. Migrou em seguida para Juliete, onde tocou com músicos como Marcelo Vig, Bruno Migliari e Jr Tostoi, cujo som era colorido de soul, rock e hip hop. Chamou a atenção do underground carioca com canções fortes e reflexivas.
Tocou também com a banda niteroiense Missed in Action. Paralelamente, fundou a banda The Funk Fuckers, cujo show de estreia foi num Circo Voador lotado. Nessas bandas se apresentava sob a alcunha de Bernardão Erótico. Mais uma vez acumulando funções, substituiu o rapper Skunk — fundador do Planet Hemp — em diversos shows. Quando este faleceu, deixou o Missed in Action e ingressou definitivamente na banda na ocasião do disco Usuário.
Sua carreira alavancou como vocalista e letrista do Planet Hemp, banda que segue na atividade fazendo shows por todo o Brasil. Junto com BNegão, à frente do Planet Hemp, está o também vocalista Marcelo D2, e ainda o baixista Formigão, o baterista Pedro Garcia e o guitarrista Nobru. BNegão intercala os shows do Planet Hemp, com seus outros trabalhos.
Em 2003, sua banda BNegão & Seletores de Frequência lançou o CD Enxugando o Gelo. O álbum foi liberado pelo próprio BNegão para ser baixado via internet, através do site da banda, tornando-se um dos primeiros artistas brasileiros a abraçar os conceito de Copyleft e Creative Commons. As faixas "Nova Visão", "Enxugando Gelo" e a conhecida "A Verdadeira Dança do Patinho" fazem críticas ao governo brasileiro. BNegão também ganhou o prêmio Orilaxé de melhor vocalista de canção negra, concedido pela ONG carioca Grupo Cultural AfroReggae.
Em 2008, BNegão formou o grupo Turbo Trio, junto com Tejo Damasceno e Alexandre Basa. O grupo apareceu no programa Manos e Minas da TV Cultura em 2009.
Após nove anos sem lançar material inédito, BNegão & os Seletores de Frequência lançaram em 2012 "Sintoniza Lá", com onze faixas que trazem influências de diversos estilos como reggae, rock e o funk, sendo premiado no VMB MTV 2012 como melhor álbum do ano. O álbum foi ainda escolhido pela revista Rolling Stone Brasil como o terceiro melhor disco de 2012.
No dia 12 de agosto de 2012 participou do encerramento dos Jogos Olímpicos de Londres, ao lado de Marisa Monte e Seu Jorge, homenageando o cantor e compositor olindense Chico Science.
Em 2015, BNegão & Seletores de Frequência lançaram o disco TransmutAção, aclamado pela crítica nacional. O disco tem influências de espiritualidade e yoga.
Em 2018, a banda celebrou 15 anos do Enxugando Gelo com uma turnê por todo o Brasil. Ainda em 2018, BNegão estreou um novo espetáculo em que interpreta Dorival Caymmi acompanhado pelo violonista Bernardo Bosisio. O show intimista se chama "Canções Praieiras e outras estórias do mar".
Em 2020, participa do single Extra Extra, lançado pelo duo britânico SSHH, formado pela cantora australiana Sharna Liguz com o músico inglês Zak Starkey.
Em junho de 2021, lança o single Cérebros atômicos, regravação do clássico da banda Ratos de Porão.
Em 2023, participou do álbum Solar, álbum em tributo ao afrofuturista e jazzista americano Sun Ra.
Em 2024, lançou seu primeiro disco solo, Metamorfoses, Riddims e Afins, com releituras de músicas e canções inéditas, passando por diversos estilos como cumbia, punk, samba-reggae, arrocha e pagode baiano.

## Discografia

### Carreira solo
- (2024) Metamorfoses, Riddims e Afins

### Planet Hemp[21]
- (1995) Usuário
- (1996) Hemp New Year (EP)
- (1997) Os Cães Ladram mas a Caravana Não Pára
- (2000) A Invasão do Sagaz Homem Fumaça
- (2001) MTV ao Vivo: Planet Hemp (disco ao vivo, também lançado em DVD)
- (2022) Jardineiros
- (2023) Jardineiros: A Colheita
- (2024) Baseado Em Fatos Reais: 30 Anos de Fumaça

### BNegão & Os Seletores de Frequência
- (2004) Enxugando Gelo
- (2012) Sintoniza Lá
- (2015) TransmutAção

### The Funk Fuckers
- (1997) Bailão Classe A